# Іслам Бібі
Іслам Бібі (пушту د اسلام چاچی; нар. 1974 — пом. 4 липня 2013) — лейтенантка афганської поліції, що очолювала команду жінок-офіцерів відділення поліції у Лашкар-Гах провінції Гельманд, що включала 32 поліцейських, активістка феміністичного руху в Афганістані.

## Життєпис
Іслам Бібі народилася в провінції Кундуз на північному сході Афганістану у 1974 році. У 1990-х роках вона змушена була на деякий час емігрувати до Ірану. Після цього Бібі повернулася і у 2005 році почала працювати у поліцейському відділку, воюючи проти талібів. З часом отримала звання старшого лейтенанта, працюючи безпосередньо під керівництвом CID. Це — надзвичайне досягнення для жінки в Афганістані, враховуючи, що їй заборонено було навчатись після 10 років.

## Діяльність у поліцейському відділку

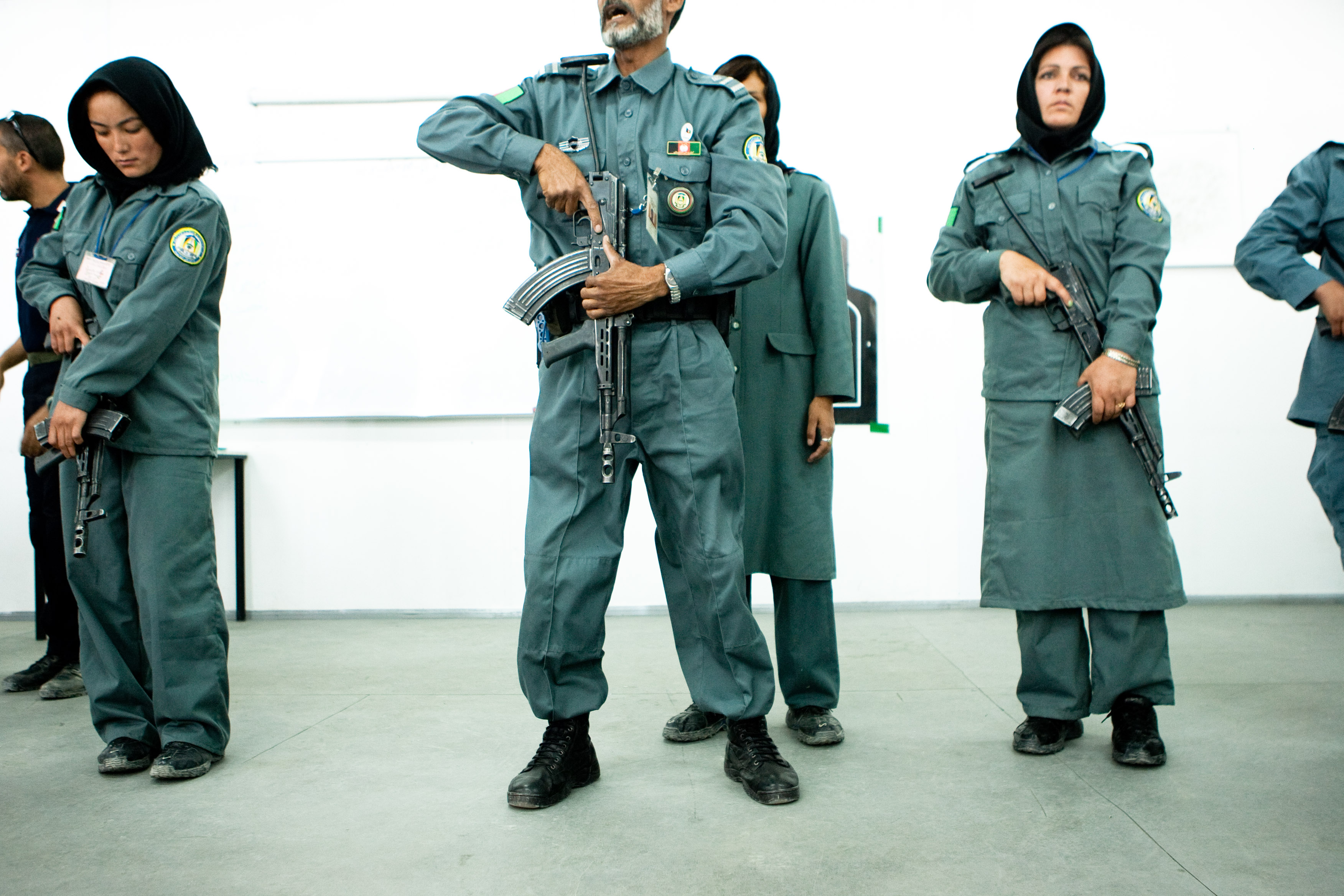
Жінки-поліцейські в Афганістані

Керівницею 32 офіцерок Бібі брала участь у багатьох небезпечних операціях і успішно заарештовувала членів талібів, що проникали до міст. Для неї щоденна робота була боротьбою не лише проти талібів та племінних князьків, але й проти власної родини.
|  | «Мій брат, батько і сестри були проти мене. Насправді мій брат тричі намагався вбити мене», - розповіла Іслам Бібі в своєму останньому інтерв'ю "The telegraph". |

Її родина була проти її роботи, хоча Бібі одружилась і народила шестеро дітей (четверо синів та двох доньок). Через два роки після початку роботи у правоохороні Бібі почали дзвонити з погрозами: «Перестань працювати. Ви обшукували наш будинок, будинок нашого сусіда. Ми тоді не могли тебе вбити, але зробимо це незабаром».

## Вбивство
Іслам Бібі розстріляли невідомі бойовики вранці 3 липня 2013 року. До цього вона встигла вранці зателефонувати у відділення, аби замовити транспорт, щоб безпечно потрапити на роботу. Коли їй повідомили, що їй потрібно самій вирішити цю проблему, тесть Іслам, теж працівник поліції, приїхав до її будинку у містечку у Лашкар-Гах провінції Гельманд, аби забрати її на мотоциклі та відвезти на роботу. Її розстріляли та вбили за 50 метрів від власного будинку.. У нападі також був поранений її родич. Один свідок повідомив, що почув 3 постріли, інші говорили про 10. Іслам Бібі померла в лікарні від ран..